# Bar Zachodzącego Słońca
Bar Zachodzącego Słońca – amerykański thriller z 1993 roku.

## Obsada
- Peter Weller – Ryder Hart
- John Rhys-Davies – Stockton
- Alexandra Paul – Anita
- Stacy Keach – Harrison Shelgrove
- Lori Singer – Loren
- Randy Pelish – dr Tarbus
- Peter Koch – Christian
- Michael Anderson Jr. – por. Jeff Carruthers
- Michael Medeiros – Mule
- Richard Coca – Ricardo
- Miguel Fernandes – Ramon
- Kelly Jo Minter – Joanna
- Daniel Addes – Victor
- Benito Martinez – Guillermo
- Woodford Croft jako Pietrowski

## Opis fabuły
Los Angeles. Bar „Sunset Grill” prowadzi Anita (Alexandra Paul), była żona policjanta Rydera Harta (Peter Weller), który teraz jest prywatnym detektywem. Kobieta jest związana z porucznikiem wydziału zabójstw Jeffem Carruthersem (Michael Anderson Jr.). Ryder jest jednak stałym bywalcem lokalu byłej żony. Obwiniając się o samobójstwo teścia, powoli popada w alkoholizm. Jeff pomaga Ryderowi, gdy ten wchodzi w konflikt z prawem. Wkrótce Anita zostaje zamordowana. Mężczyźni łączą siły, by odnaleźć zabójców. Podejrzewają między innymi pracującego w barze imigranta. Naprowadzi on ich na zupełnie nowy trop.